# Пачу
Пачу (чечен. Пхьача) — село в Ножай-Юртовском районе Чеченской Республики. Входит в состав Бенойского сельского поселения.

## География
Село расположено на правом берегу реки Аксай, в 25 км к юго-западу от районного центра — Ножай-Юрт и в 85 км к юго-востоку от города Грозный.
Ближайшие населённые пункты: на севере — село Энгеной, на северо-востоке — село Гуржи-Мохк, на востоке — село Беной, на юго-востоке — село Корен-Беной, на юге — село Беной-Ведено, на юго-западе — село Дарго и на северо-западе — село Оси-Юрт.

## Население
| 1990 | 2002 | 2010 |
| ---- | ---- | ---- |
| 255  | ↘75  | ↗281 |

## Образование
- Пачуйская муниципальная начальная общеобразовательная школа[6].